# Meridian (Nova York)
Meridian és una població dels Estats Units a l'estat de Nova York. Segons el cens del 2000 tenia 350 habitants.

## Demografia
Segons el cens del 2000, Meridian tenia 350 habitants, 118 habitatges, i 90 famílies. La densitat de població era de 195,8 habitants/km².
Dels 118 habitatges en un 38,1% hi vivien nens de menys de 18 anys, en un 61% hi vivien parelles casades, en un 10,2% dones solteres, i en un 22,9% no eren unitats familiars. En el 17,8% dels habitatges hi vivien persones soles el 6,8% de les quals corresponia a persones de 65 anys o més que vivien soles. El nombre mitjà de persones vivint en cada habitatge era de 2,97 i el nombre mitjà de persones que vivien en cada família era de 3,34.
Per edats la població es repartia de la següent manera: un 31,4% tenia menys de 18 anys, un 8% entre 18 i 24, un 29,1% entre 25 i 44, un 19,1% de 45 a 60 i un 12,3% 65 anys o més.
L'edat mediana era de 34 anys. Per cada 100 dones de 18 o més anys hi havia 96,7 homes.
La renda mediana per habitatge era de 41.250 $ i la renda mediana per família de 48.250 $. Els homes tenien una renda mediana de 35.313 $ mentre que les dones 25.125 $. La renda per capita de la població era de 15.567 $. Entorn del 5,5% de les famílies i el 9,4% de la població estaven per davall del llindar de pobresa.